# Pelléas és Mélisande (opera)
A Pelléas és Mélisande Claude Debussy francia zeneszerző 1902. április 30-án, Párizsban bemutatott operája. A szerző művével újfajta utakat járt be a műfajban, ami annyira újszerű és egyedi volt, hogy nem is talált folytatásra. A mű Debussy egyetlenegy maga által végigkomponált operája.

## Az opera története
Az opera szövegkönyvének az alapja Maurice Maeterlinck azonos című szimbolista színdarabja volt. Debussy néhány apróbb rövidítéstől eltekintve gyakorlatilag szó szerint zenésítette meg a későbbi Nobel-díjas drámaíró munkáját. Az opera komponálásával kapcsolatban megismétlődött a sokszor látott ellentét író és zeneszerző között. Ahogy Victor Hugo nem rajongott a Rigolettóért, vagy Ifj. Alexandre Dumas nem szerette a Traviatát, úgy Maeterlinck is mindent elkövetett, hogy ne kerüljön bemutatásra Debussy operája: pisztollyal fenyegetőzött, az ősbemutatón pedig ellendrukkereket fogadott. Így a darab 1902-es világpremierje botrányba fulladt.
A cselekmény sok rokonságot mutat Trisztán és Izolda történetével. Itt is egy idősebb férfi áll a két fiatal szerelmes között, akik életükkel fizetnek szerelmükért. Cselekményről alig beszélhetünk. Pelléas el akarja hagyni szerelmét, de nem teszi, Mélisande rossz előérzeteit tárja fel, Golaud gyanakszik a két fiatalra. A történet az álom és a valóság mezsgyéjén játszódik, a szereplők szinte félálomban mozognak a színpadon. Első látásra nem is operaszövegkönyvnek való a darab, Debussy érdeklődését azonban pont ez keltette fel.
A zeneszerző gondosan készítette el művét. A komponálást már 1893-ban elkezdte, és kisebb változtatásokra a bemutatóig, még a próbák alatt is sor került, sőt az egyes részek tökéletes megformálásán szinte haláláig dolgozott. A közönség és a kritika eleinte nem tudott mit kezdeni a maga korában hihetetlenül újszerűnek számító darabbal. Az ellenérzést azonban fokozatosan felváltotta egyfajta érdeklődés. Közben a zeneszerző hírneve is növekedett, minek következtében az opera eljutott Európa több színpadára is: 1906-ban volt a brüsszeli, a következő évben a frankfurti, 1908-ban a müncheni és New York-i, majd 1909-ben a londoni bemutató. A magyarországi premier több mint két évtizedet váratott magára, végül 1925. november 26-án tűzte először műsorra a darabot a Magyar Állami Operaház. Ezután 1963-ban felújították az operát. A produkció ebben a formában 1970-ig 41 előadást ért meg. A darab következő felújítása 2022-ben volt a az Operaház Eiffel Műhelyházában.

## Az opera szereplői és helyszínei
| Szereplő                                     | Hangfekvés               |
| -------------------------------------------- | ------------------------ |
| Arkel, Allemonde királya                     | basszus                  |
| Geneviève, Pelléas és Golaud anyja           | drámai alt               |
| Pelléas, Arkel unokája                       | tenor vagy bariton       |
| Golaud, Pelléas testvére                     | bariton                  |
| Mélisande, Golaud felesége                   | mezzoszoprán             |
| A kis Yniold, Golaud fia az első házasságból | szoprán vagy gyermekhang |
| Egy orvos                                    | basszus                  |
| Egy pásztor hangja                           | basszus                  |

- Kórus: csak a színfalak mögött, kis létszámban
- Történik: Allemonde várában és környékén, a középkorban
- Színhelyek: I. felvonás. 1. kép: erdő mélye, 2. kép: terem a várban, 3. kép: a vár előtt; II. felvonás: 1. kép: szökőkútnál a parkban, 2. kép: terem a várban, 3. kép: sziklabarlang; III. felvonás: 1. kép: vártorony, az ablak alatt körfolyosóval, 2. kép: földalatti helyiség a várban, 3. kép: terasz a föld alatti terem bejáratának boltozat alatt, 4. kép: a vártorony előtt; IV. felvonás: 1. kép: terem a várban, 2. kép. szökőkútnál a parkban; V. felvonás: terem a várban
- Játékidő: 3 óra

## Az opera cselekménye

### I. felvonás

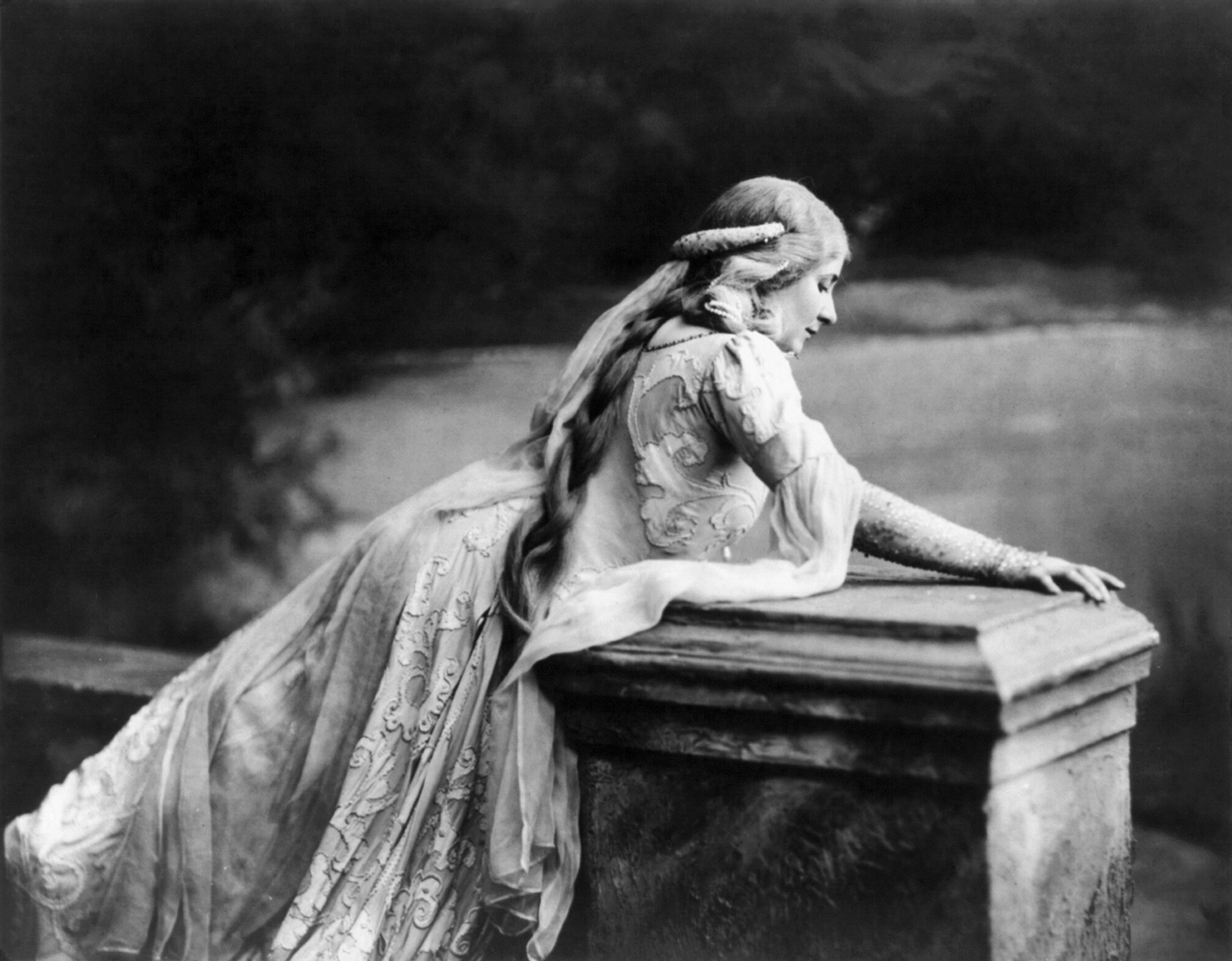
Az ősbemutató Mélisande-je, Mary Garden

1. kép: Golaud egy megsebzett vad nyomában járva nemcsak az állatot, hanem az utat is elvesztette. Körülnéz, próbál tájékozódni, ekkor veszi észre a forrásnál sírdogáló Mélisande-ot. Golaud több kérdést intéz a lányhoz, de csak homályos válaszokat kap: Mélisande elszökött valahonnan, mert mindenki bántotta, és most a vízbe ejtette koronáját. Golaud meg akarja keresni, de a lány tiltakozik. Beszélgetésbe kezd a két eltévedt ember, eközben szép lassan leszáll az éj. A két vándor egymásra utalva indul útnak.
2. kép: Geneviève és a vak Arkel fejedelem lép színre. Az asszony elmondja: Golaud levelet küldött neki, amelyben elmeséli Mélisande-dal való találkozását és hogy oltalmába vette az árvát, aztán összeházasodtak. De Geneviève-től és Arkeltől teszi függővé, hogy hazaviszi-e újdonsült feleségét. Ha elfogadják új feleségét, akkor a levél érkezésétől számított harmadik napon gyújtsanak jelzőtüzet a vár tornyában. A két öreg beleegyezését adja: legyen meg Golaud akarata. Közben Pelléas lép színre és sír, mert levelet kapott haldokló barátjától, de Arkel nem engedi, hogy elutazzon hozzá.
3. kép: Mélisande lelkére súlyosan nehezedik a komor táj és a kastély látképe. Geneviève nyugtatni próbálja, hogy majd megszokja, ahogy ő is megszokta annak idején. Pelléas csatlakozik a két nőhöz. Mélisande-nak a karját kínálja, de a lány virágaira hivatkozik, amiket szorosan fognia kell. A fiú átkarolja, hogy így támogassa, majd hozzáteszi, hogy talán már holnap elmegy. Mélisande ijedten kérdezi: miért?

### II. felvonás
1. kép: Pelléas és Mélisande egy kút mellett üldögélnek. A fiú elmondja, hogy ez a kút régen visszaadta a vakok látását, aztán mikor Arkel király is megvakult, a víz varázsereje elapadt. Mélisande a kút fölé hajol, és Pelléas átkarolja. Aztán a nő leveszi jegygyűrűjét, játszani kezd vele, majd beleejti a vízbe. A két fiatal hasztalan keresi a kút mélyén a gyűrűt, azt nem találják sehol. Félelemmel telve indulnak hazafelé.
2. kép: Golaud sérülten fekszik ágyában. Megtudjuk, hogy lova a déli harangszó hallatán bokrosodott meg és dobta le a gazdáját a hátáról, majd rázuhant tehetetlen lovasára. Ez különös, mert a ló korábban mindig nagyon engedelmes volt. Mélisande ápolni akarja férjét, aki a kezét kéri, és észreveszi, hogy eltűnt felesége jegygyűrűje. Vadul ráförmed, hogy keresse meg az ékszert. Vigye magával Pelléast is, aki majd vigyáz rá. Megkérdezi, hogy tudja-e, hol hagyta el? Mélisande azt hazudja, hogy Pélleas megmutatta neki a nagy barlangot, és ott esett le kezéről a gyűrű.
3. kép: Pélleas és Mélisande az egyre sűrűsödő sötétségben keresi a barlang bejáratát. Meg kell várniuk, amíg felkel a Hold, mert nincs náluk semmilyen világítóeszköz. A fiatalasszonyt balsejtelmek fogják el. A fiú csendességre inti: a föld alatt nincstelen koldusok húzták meg magukat. Végül enged a lány unszolásának: majd holnap visszajönnek.

### III. felvonás

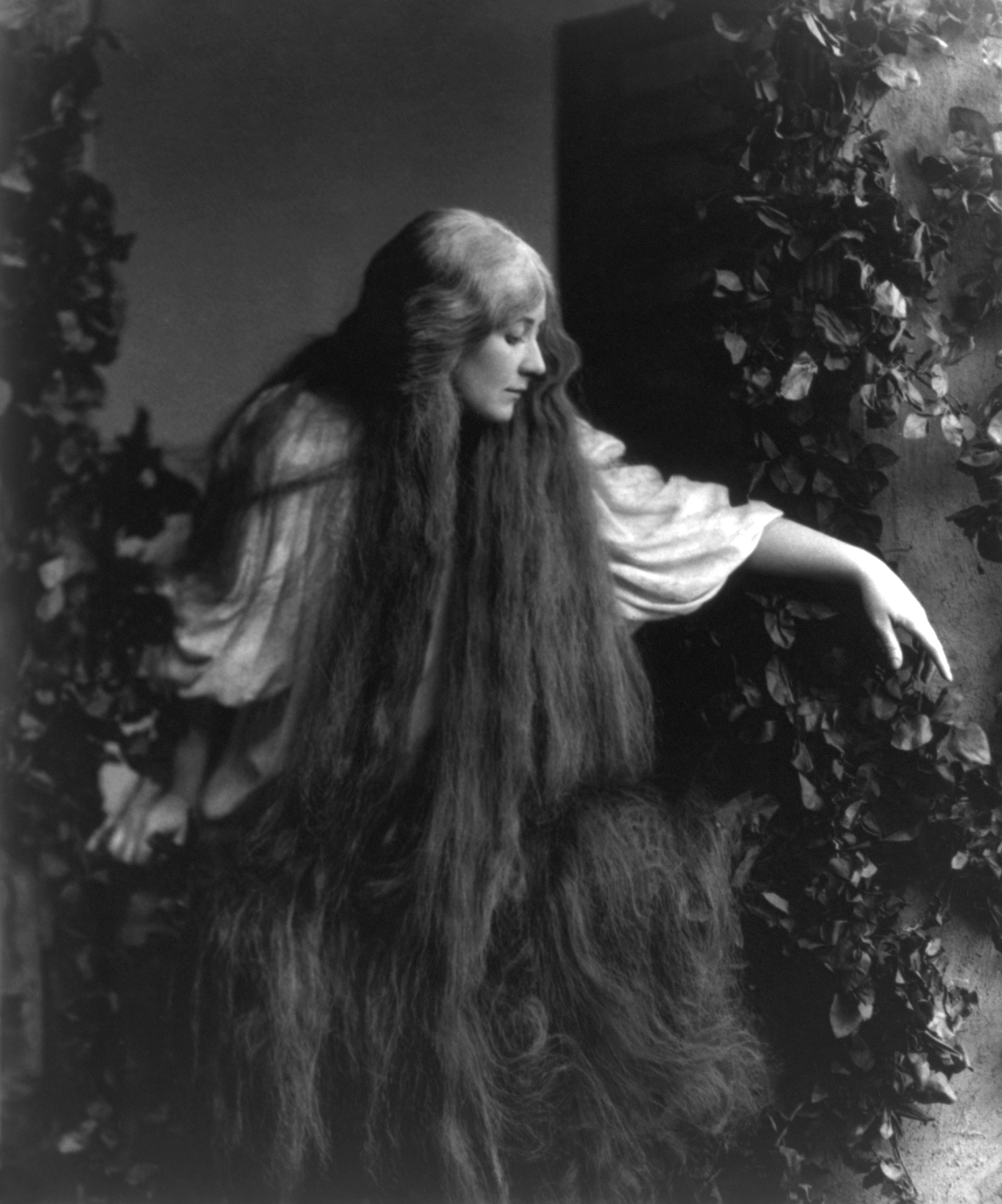
Mary Garden mint Mélisande

1. kép: Mélisande a vártoronyban a haját fésüli, Pélleas a teraszról csodálja a hajkoronát. A lány lebocsátja haját, a fiú az ajkához szorítja: a csók Mélisande-nak szólt. A haj köti őket össze, de közelebb vannak egymáshoz, mintha ölelkeznének. Pélleas Mélisande haját rácsomózza egy ágra, hogy ez a szépséges aranymadár ne tudjon tőle elszállni többé. Golaud zavarja meg az idillt: hazakergeti mindkét gyermeket. Csak játéknak mondja, amit felfedezett, de a zene már elárulja gyanakvását.
2. kép: Golaud a vár egy földalatti szobájába vezeti testvérét. Pélleas belepillant a sötét mélységbe, egy keskeny ösvényen járva. Golaud rá akar ijeszteni: mindkettejük lelkét nyomasztó érzések töltik el, és boldogan térnek vissza a napvilágra.
3. kép: Kiérve a föld alól, az idősebb testvér figyelmezteti a fiatalabbat: tudja, mi történt akkor éjjel a vártoronyban, és tudja, hogy mindez csak játék, de Mélisande gyereket vár. Ezért jobb lesz, ha öccse kerülni fogja ezután sógornőjét.
4. kép: Golaud egyre gyanakvóbb lesz. Ynioldot faggatja, hogy mi történik Pélleas és Mélasinde között, amikor ő távol van. Aztán felemeli a gyermeket, hogy lessen be felesége kivilágított szobájába, és mondja el mit lát. A kisfiú azonban nagyon megrémül, ezért apja kénytelen a földre tenni. Golaud lelkét gond és bizonytalanság gyötri.

### IV. felvonás
1. kép: Pelléas közli szerelmével, hogy Arkel király valószínűleg meg fog gyógyulni. Őt rossz előérzetek kínozzák, ezért mindenféleképpen el akar utazni, de még egyszer találkozniuk kell. Megbeszélik, hogy este a kertben látják egymást még egyszer és utoljára. Pelléas távozása után Arkel király érkezik. Beszélgetnek, majd apai csókkal illeti a lányt. Ekkor ront be a féltékeny Golaud, és fenyegető hangon elkezdi a kardját keresni. Ezután a férfi belemarkol felesége hajába, és a hajánál fogva rángatja az asszonyt, miközben testvérét gyalázza.
Rövid közjáték: Yniold a mezőn a legelésző bárányokat figyeli, szeretné megsimogatni őket, de azok elszaladnak. A kisfiú egyedül marad a színen.
2. kép: Pelléas Mélisande-ot várja a kertben. Zihálva és késve ront be a meggyötört Mélisande. A két szerelmes a fák árnyékának sötétjét keresi, boldogok, de félnek is. Bezáródik előttük a vár kapuja. Szerelmet vallanak egymásnak, aztán egy sötét árny válik ki a bokrok közül: Golaud. Mélisande menekülőre fogja, szerelme testével védelmezi. Golaud megöli testvérét, majd felesége után veti magát.

### V. felvonás
Mélisande félálomban fekszik ágyában. Az orvos nyugtatja a királyt: a sérülés nem veszélyes. Golaud is megjelenik, de nem mer az ágy közelébe kerülni, lelkiismeretével harcol. Mélisande felkel ágyából, az ablakhoz lép. Szeretné még utoljára látni a tengert és a világát. Nincs tudatában, hogy nagy fájdalmak közepette világra hozta gyermekét, akit hiába próbálnak a kezébe adni. Mélisande már nem is emlékezik: nem tudja mi történt tegnap este, férje miért húzódik el tőle. De Golaud-ban felszínre törnek az emlékek, és nem feledi féltékenységét. Kiküld mindenkit a szobából, egyedül akar maradni feleségével. Faggatni kezdi az asszonyt: szerették-e egymást Pelléasszal? De Mélisande már nem tud válaszolni.
Szolgák sompolyognak kéretlenül a szobába, aztán szépen letérdelnek, ahogy egy ravatalozóban illik. Ők veszik észre, hogy Mélisande halott. Golaud megtörve, kétségektől gyötörve áll, Arkel király azonban a jövőre gondol, és a kicsiről igyekszik gondoskodni. Ha az anya meghalt is, a gyermeknek élnie kell. A király halkan zsongó gyászzene kíséretében elhagyja a termet. Nincs igazi finálé: a zene gyengéden elmosódik.

## Az opera zenéje
A Pelléas és Mélisande szembefordulás a grand opéra látványosságával és az opéra lyrique érzelgősségével. Debussy több hagyományt is megtagad: nincs balett az operában, nélkülözi a látványos felvonulásokat, a nagy kórusjeleneteket. Az opera forradalmian új volt, de nem fordított radikálisan hátat minden korábbi hagyománynak: elvetette a túlságosan elcsépelt megoldásokat és stíluselemeket, de újrakeltette Lully és Rameau recitativóját, tökéletesen megalkotta a francia szöveghez alkalmazkodó muzsikát, ezzel megvalósította a tökéletes francia énekbeszédet.
Golaud ritmusa és Mélisande dallamfoszlányai visszatérő légkört teremtő hangulatelemek, de nem vezérmotívumok. Nyilvánvalóan Debussy a wagneri zenedrámától is el akart különülni, nem volt jó véleménnyel a vezérmotívumos szerkesztésről. A szerző nem mond ki mindent, nagyon sok lényeges dolgot hallgat el. A zenekar Debussynél is nagy szerepet kapott, de tartózkodott a túlzott hangerőtől, az egyes hangszereket pedig szólisztilkusan szólaltatta meg.
Összességében elmondható, hogy minden, ami addig az operazenét jellemezte, teljesen hiányzik Debussy operájából: tulajdonképpeni cselekvés nélküli történet, határozott indulatok nélküli személyek drámája, ki nem mondott gondolatok, formát nem öltött érzelmek, monotonan áramló dallamok, álomszerű atmoszférában játszódó cselekmény.